# Canal du Rhône à Fos
Der Canal du Rhône à Fos ist ein Schifffahrtskanal im Süden Frankreichs, der zwischen der kanalisierten Rhône und dem Hafenbecken Darse 1 in Fos-sur-Mer verläuft. Der Meereskanal hat eine Länge von etwa 16 Kilometer und dient ausschließlich dafür, den Frachtverkehr auf der Rhône mit den Hafenanlagen an der Mittelmeerküste im Golf von Fos zu verbinden. Freizeitboote müssen dafür den weiter südlich verlaufenden Canal Saint-Louis benützen.

## Verlauf
Der Kanal zweigt im Gemeindegebiet von Port-Saint-Louis-du-Rhône oberhalb der Fähre Barcarin vom kanalisierten Mündungsarm Grand Rhône in nordöstlicher Richtung ab und erreicht unmittelbar darauf die Schleuse Bacarin, die einzige dieses Kanals. Sie hat eine Abmessung von 195 × 12 Metern und ist somit für große Schubverbände ausgelegt. Der Kanal verläuft danach parallel zu einigen Meerwassersalinen, erreicht den Canal d’Arles à Fos und übernimmt nach einer 90°-Kurve nach Südost dessen ehemaligen Verlauf. Der Canal d’Arles à Fos selbst ist nördlich der Einmündungsstelle durch eine Salzwassersperre für die Schifffahrt blockiert. Der Canal du Rhône à Fos erreicht nun das Hafenbecken Darse 1 in der Industriezone von Fos-sur-Mer und mündet schließlich im Golfe de Fos in das Mittelmeer.
In Fos-sur-Mer besteht für Binnenschiffe Anschluss an den Canal de Fos à Port-de-Bouc, über den der Hafen von Port-de-Bouc und über den Canal de Caronte auch der Lagunensee Étang de Berre erreicht werden kann. Eine früher mögliche Weiterfahrt auf dem Canal de Marseille au Rhône zum Hafen von Marseille ist seit dem Einsturz des Tunnel du Rove nicht mehr möglich.

### Koordinaten
- Ausgangspunkt des Kanals: 43° 25′ 22″ N, 4° 44′ 40″ OKoordinaten: 43° 25′ 22″ N, 4° 44′ 40″ O
- Endpunkt des Kanals: 43° 24′ 55″ N, 4° 52′ 46″ O